# Escuelas Pías
Escuelas Pías („Fromme Schulen“) ist ein spanischer Begriff dafür, womit im Deutschen die Piaristenschulen bezeichnet werden. Die Piaristenschulen sind katholische Bildungseinrichtungen, deren erste 1597 von dem spanischen Heiligen und Stifter des Piaristenordens José de Calasanz (1557–1648) gegründet wurde. Der offizielle Name der katholischen Männer-Ordensgemeinschaft ist Ordo Clericorum Regularium Pauperum Matris Dei Scholarum Piarum (Orden der armen Regularkleriker der Mutter Gottes der frommen Schulen).

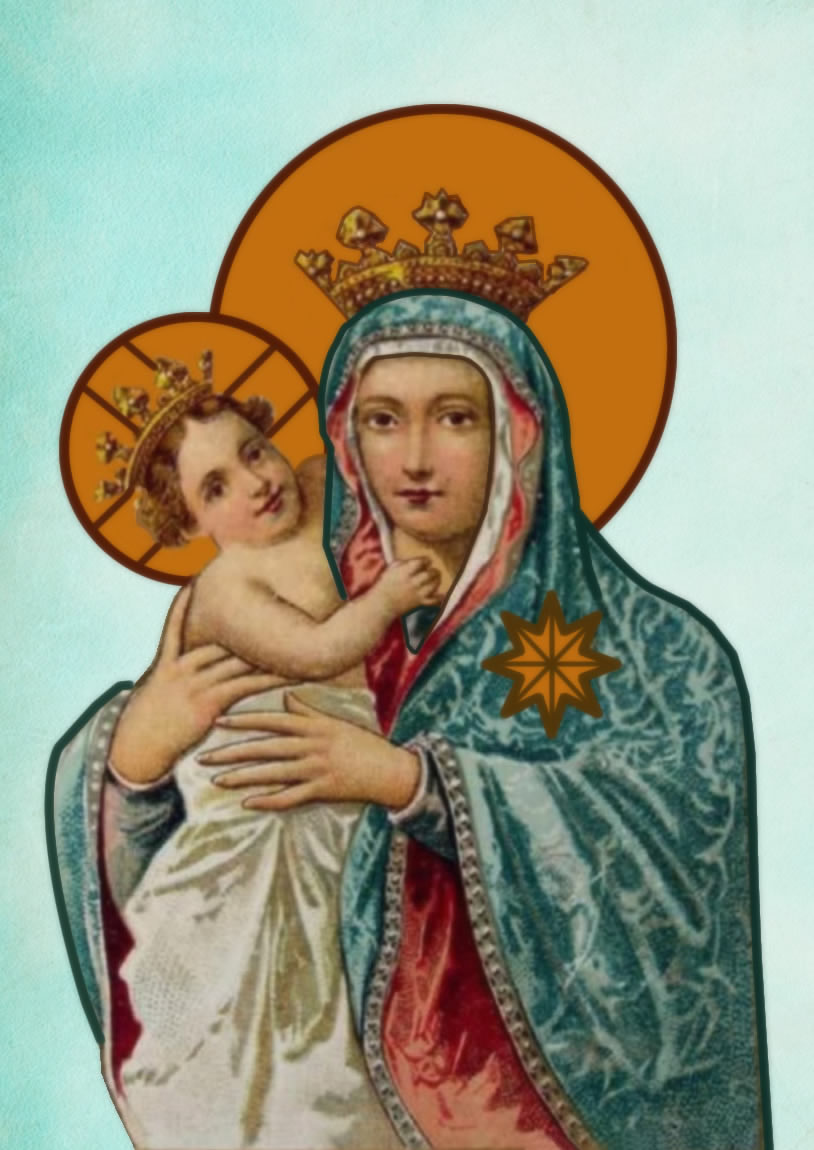
Virgen Nuestra Señora de las Escuelas Pias

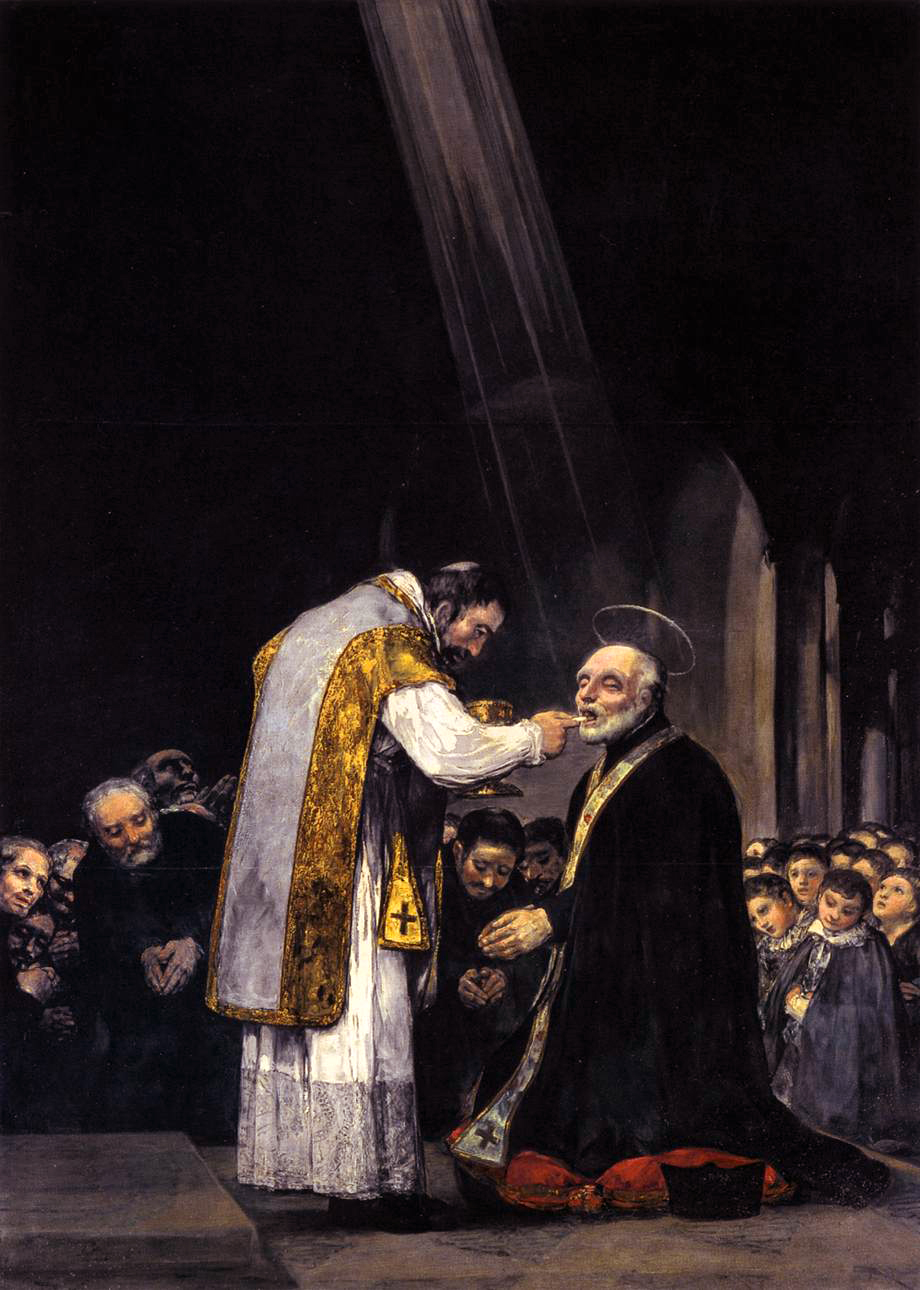
Das letzte Abendmahl des hl. Joseph Calasanz – Gemälde Goyas für die Kirche San Antón in der Schule der Piaristenpatres in Madrid (Sammlung der Piaristenpatres, Madrid)

Die Piaristenschulen konzentrieren sich auf die Ausbildung von Kindern und Jugendlichen insbesondere aus benachteiligten Gruppen und legen dabei den Schwerpunkt sowohl auf die akademische als auch auf die moralische Entwicklung. Sie betreiben Schulen und Bildungszentren in verschiedenen Ländern auf der ganzen Welt. Besonders stark vertreten sind sie in Spanien und den lateinamerikanischen Ländern. Die älteste Präsenz in Amerika ist in Guanabacoa.
Der spanische Maler Francisco de Goya (1746–1828) beispielsweise war ab 1750 Schüler an den Escuelas Pías in Saragossa, wo er ein Gefährte von Martín Zapater war, mit dem er zeitlebens eine enge Freundschaft pflegte.

## Piaristenschulen (Auswahl)
Die folgende Auflistung erhebt keinen Anspruch auf Aktualität oder Vollständigkeit. Aufgeführt werden sowohl bestehende als auch ehemalige Piaristenschulen; siehe auch unter Piaristengymnasium bzw. Piaristenkloster.
Spanien
- Madrid, Escuelas Pías de San Antón
- Mataró Katalonien, Escuelas Pias[5]
- Pamplona Navarra, Escuelas Pías
- Escuelas Pías in Saragossa
- Tarrasa Escuelas pias

Lateinamerikanische Länder
- Buenos Aires Argentinien, Colegio de las Escuelas Pias
- Guanabacoa, Kuba

Weitere Länder
- Piaristenschule (Wien)
- Piaristenschule (Prag)
- Piaristenschule in Schlackenwerth, heute Ostrov (Tschechien)

## Galerie

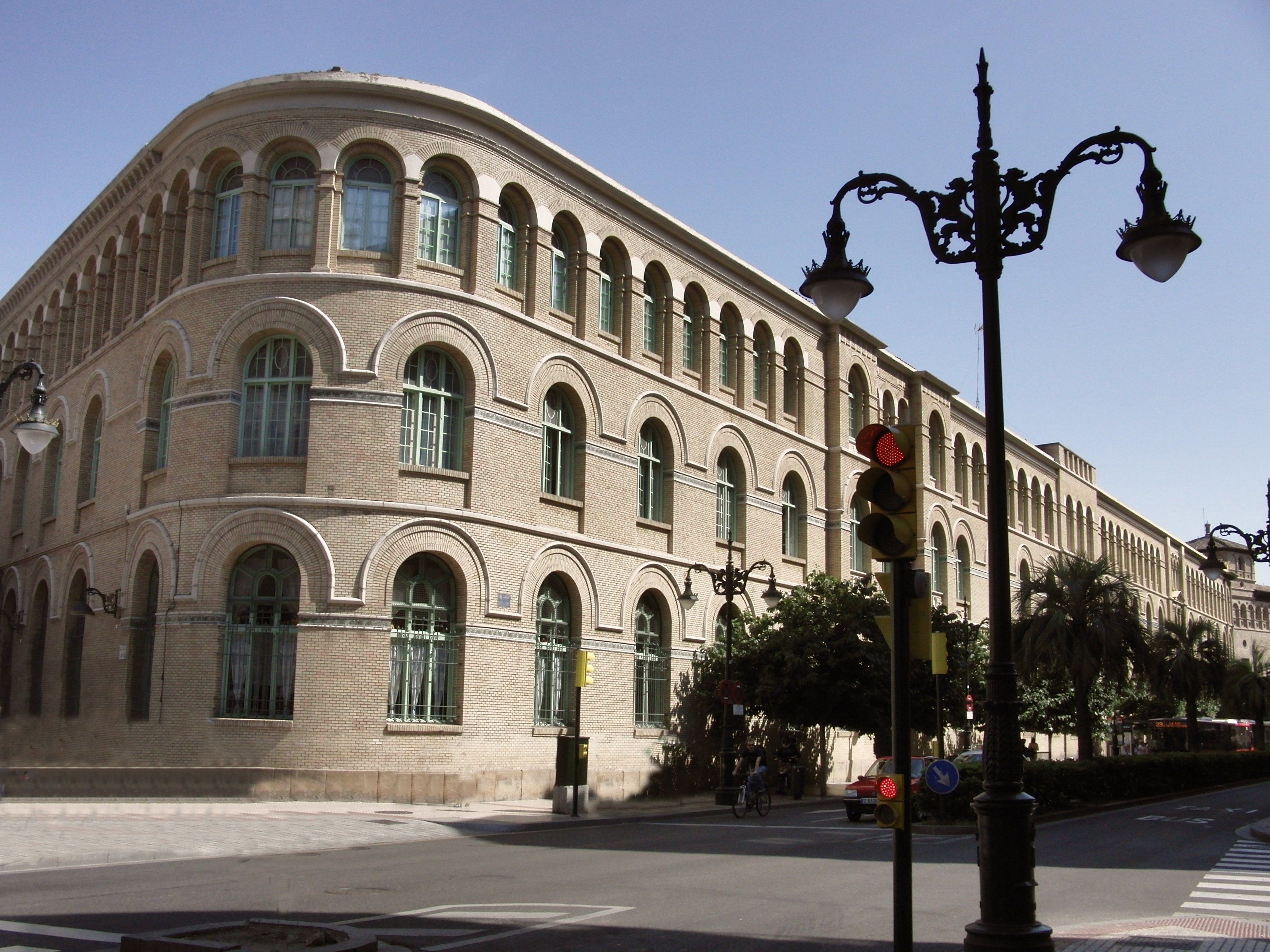
Escuelas Pías de Zaragoza
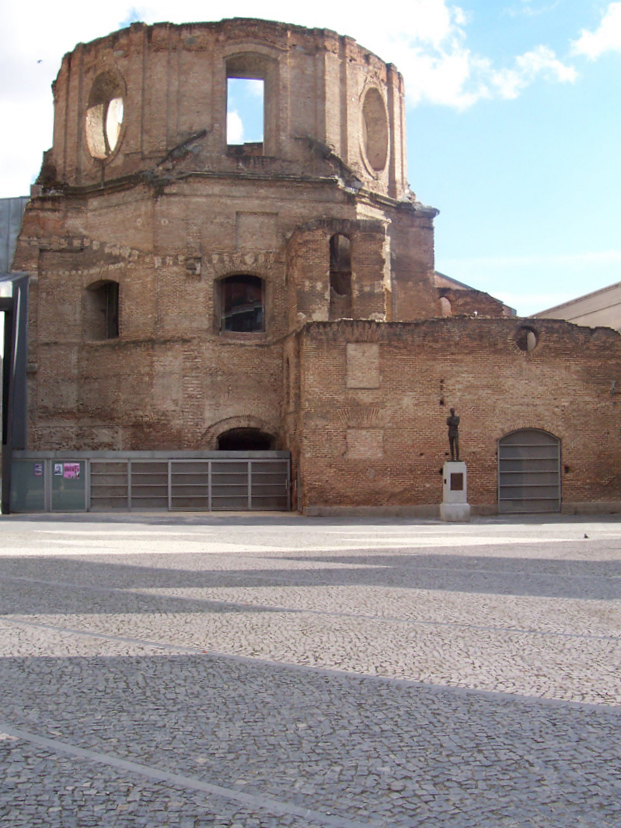
Die während des Bürgerkriegs zerstörte Iglesia de las Escuelas Pías in Madrid
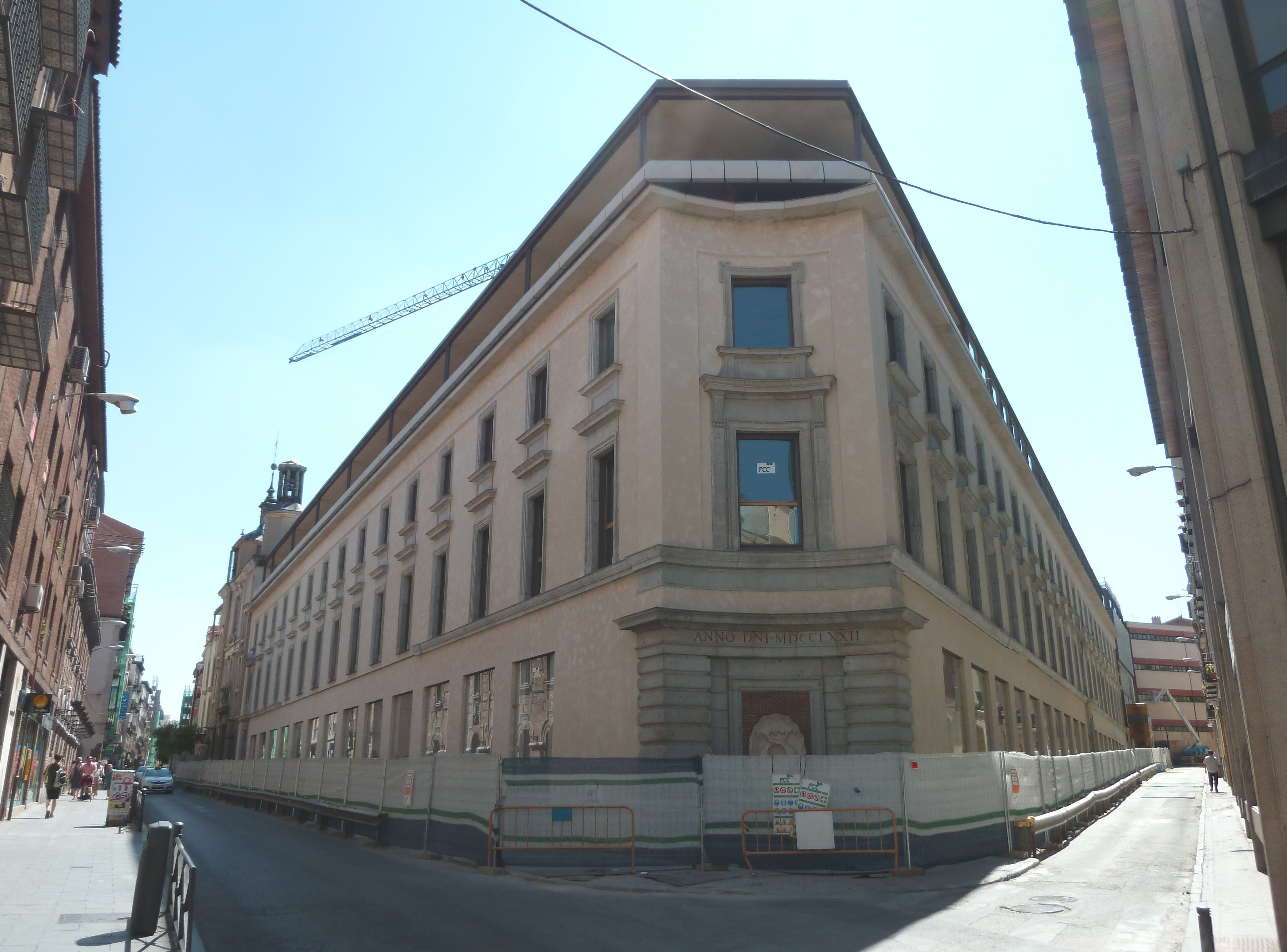
Escuelas Pías de San Antón (Madrid)